# Стобаеус
Јоанес Стобаеус (Грчки: Ἰωάννης ὁ Στοβαῖος; fl. 5. век нове ере), из Стобија у Македонији, био је састављач вредне серије компилација дела грчких аутора. Дело је првобитно било подељено у два тома који садрже по две књиге. Два тома су се раздвојила у рукописној традицији, а први том је постао познат као Extracts (такође Eclogues)), а други том је постао познат као Anthology (такође Florilegium). Модерна издања сада оба тома називају Антологија. Антологија садржи одломке из дела неколико стотина писаца, посебно песника, историчара, беседника, филозофа и лекара. Теме у делима се крећу од природне филозофије, дијалектике и етике, до политике, економије и максима практичне мудрости. У делу су сачувани фрагменти многих аутора и дела која би иначе данас била непозната.

## Живот
Ништа о његовом животу није познато. Доба у коме је живео не може се тачно утврдити. Он не цитира ниједног писца касније од раног 5. века, а вероватно је живео отприлике у то време. Његово презиме очигледно указује да је био родом из Стобија у Македонији, док би његово име Јован вероватно указивало на то да је био хришћанин, или бар син хришћанских родитеља. Међутим, на основу његовог ћутања о раду хришћанских аутора, такође се наслућује да он није био хришћанин.

## Рад
Његова антологија је збирка извода ранијих грчких писаца, које је сакупио и сложио, по редоследу тема, као репертоар вредних и поучних изрека. Изводе је наменио свом сину Септимију, а претходило им је писмо у којем се укратко објашњава сврха дела и даје резиме садржаја. Пун наслов, према Фотију, био је Четири књиге извода, изрека и упутстава (Εκλογων, αποφθεγματων, υποθηκων βιβλια βιβλια βιβλια βιβλια βιβλια βιβλια βιβλια τασκλογων, αποφθεγματων, υποθηκων βιβλια βιβλια ). Он је цитирао више од пет стотина писаца, углавном почевши од песника, а затим прешао на историчаре, беседнике, филозофе и лекаре. Радови већег дела ових аутора су пропали. Њему дугујемо многе од наших најважнијих фрагмената драматичара. Он је цитирао преко 500 одломака из Еурипида, 150 из Софокла и преко 200 из Менандра. Из овог сажетка, сачуваног у Фотијевој Библиотеци  (9. век), види се да је дело првобитно било подељено на четири књиге и два тома, а да се сачувани рукописи треће књиге састоје од две књиге које су спојени.

### Eclogues
Прве две књиге се највећим делом састоје од извода који преносе ставове ранијих песника и прозаиста о тачкама физике, дијалектике и етике. Прва књига је била подељена на шездесет поглавља, друга на четрдесет шест, од којих су рукописи сачували само првих девет. Неки од делова друге књиге који недостају (поглавља 15, 31, 33 и 46) су, међутим, пронађени из гномологије из 14. века.
Његово познавање физике - у ширем смислу који су Грци придавали овом термину - често је мале поуздано. Он одаје тенденцију да помеша догме раних јонских филозофа и повремено меша платонизам са питагорејством. За део прве књиге и већи део друге, јасно је да је зависио од (изгубљених) дела перипатетичког филозофа Аеција и филозофа стоика Арија Дидима.

### Florilegium
Трећа и четврта књига су антологија посвећена темама моралне, политичке и економске врсте и максимама практичне мудрости. Трећа књига се првобитно састојала од четрдесет два поглавља, а четврта од педесет осам. Ове две књиге, као и већи део друге, обрађују етику; трећа се бави темама од врлина и порока, упоредо; четврта третира опште етичке и политичке теме.

## Издања и преводи
Прво издање књиге 1 и 2 било је издање |Вилхелма Кантера (Антверп, 1575).
Цело дело није преведено ни на један савремени језик. Међутим, многи појединачни аутори су прикупљени и преведени одвојено као део збирки фрагмената тих аутора.